# Sergio Gadea Panisello
Sergio Gadea Panisello   (Puçol, 30 de desembre de 1984) és un pilot de motociclisme valencià que competeix en el Campionat del món des de la temporada de 2003, actualment a la categoria de Moto2 amb una Suter a l'equip Interwetten Paddock.
A 1 de gener de 2012

## Trajectòria esportiva
Al contrari que altres pilots, Gadea començà relativament tard la seva carrera en l'esport del motociclisme, concretament a 16 anys, en què participà en la Fórmula de Promoció Bancaixa de l'any 2000. El seu plantejament inicial fou córrer en la categoria de 50cc, però com que ja havia fet els 16 passà directament a la modalitat de 125cc, acabant el campionat en novena posició final. Un bon resultat atès que era el seu primer contacte amb el món de la competició.
L'any següent debutà al Campionat d'Espanya amb una Honda 125cc estàndard i amb un reduït equip, acabant-hi onzè. Aquell mateix any assolí el subcampionat a la Fórmula de Campions. La temporada de 2003 continuà corrent en totes dues competicions, aquesta vegada pilotant una Aprilia al Racing Team Gadea amb Nico Terol de company. Finalment s'hagué de conformar amb sengles subcampionats.

### Al mundial de motociclisme
Aquell any, al mateix temps que competia en les dues competicions estatals, prengué part com a pilot convidat a les tres proves del Mundial de 125cc disputades a l'estat espanyol. La temporada de 2004 disputà el Mundial sencer, tot i conèixer-ne només quatre circuits fins al moment: el Circuit Ricardo Tormo, el de Catalunya, el de Jerez i el d'Estoril. Anà progressant força i a les darreres curses de l'any ja estava lluitant amb els millors de la categoria. Al Gran Premi de la Comunitat Valenciana aconseguí el seu millor resultat de la temporada, cinquè, després d'haver liderat la cursa durant diverses voltes.

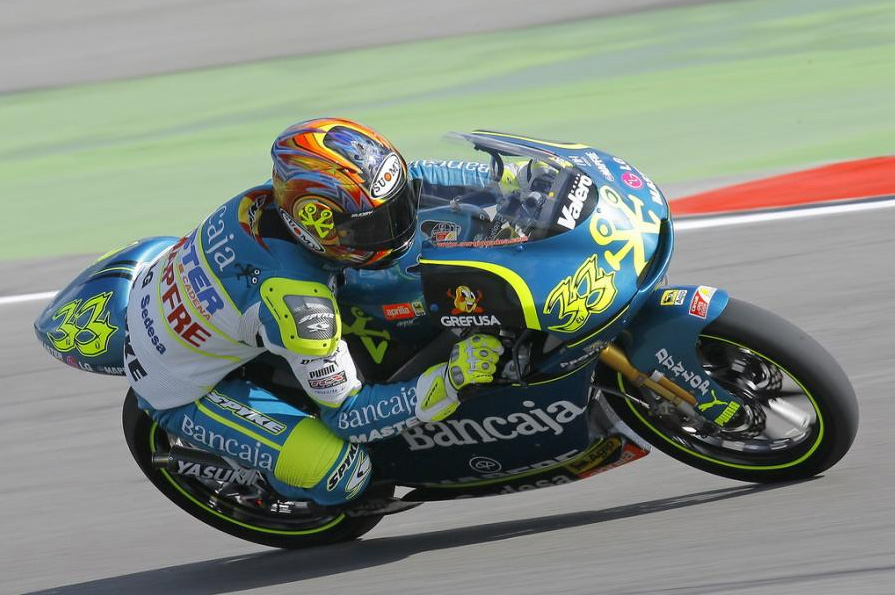
Sergio Gadea en cursa el 2007

La temporada de 2005 aconseguí el seu primer podi, al Gran Premi de França, i marcà la seva primera pole, a Xest, acabant el campionat en la dotzena posició final. L'any següent l'acabà en la cinquena, després d'haver sumat un segon lloc i quatre de tercers. La seva primera victòria al Mundial l'assolí el 2007, concretament al GP de França, aconseguint a més a més un podi al Gran Premi de la Comunitat Valenciana, finalitzant així en la setena posició final.
La temporada de 2008 continuà dins l'equip de Jorge Martínez "Aspar", pilotant una Aprilia RSA125 oficial, tenint-hi per companys l'hongarès Gabor Talmacsi (campió del món el 2007) i el debutant català Pere Tutusaus. Aquell any, Gadea assolí la seva segona victòria al mundial, justament a la cursa inaugural de temporada (Qatar), tot i haver-se lesionat uns dies abans. Malgrat la victòria inicial, el campionat li fou advers i l'acabà en la dotzena posició final. Tot i el mal resultat, Aspar seguí confiant en ell i el mantingué al seu equip de cara a la temporada de 2009], en què acabà el cinquè i aconseguí una victòria al Gran Premi dels Països Baixos, a Assen.
La temporada de 2010 canvià a la nova categoria Moto2, acabant en una discreta dissetena posició final. La temporada de 2011 tornà a la categoria de 125cc, però a partir del Gran Premi de l'Aragó aconseguí una Moriwaki per a córrer altre cop en Moto2. Malauradament, al segon Gran Premi que disputava en aquesta categoria, el del Japó celebrat al Circuit de Motegi, patí una greu caiguda durant els entrenaments que li provocà fractura de dues vèrtebres i danys a la melsa.

## Resultats al Mundial de motociclisme
Vegeu l'evolució de la temporada de 2013 aquí.

### Per temporada
| Any   | Categoria | Moto       | Curses | Victòries | Podis | Pole | Punts | Posició |
| ----- | --------- | ---------- | ------ | --------- | ----- | ---- | ----- | ------- |
| 2003  | 125cc     | Aprilia    | 4      | 0         | 0     | 0    | –     | –       |
| 2004  | 125cc     | Aprilia    | 16     | 0         | 0     | 0    | 29    | 19è     |
| 2005  | 125cc     | Aprilia    | 16     | 0         | 1     | 1    | 68    | 12è     |
| 2006  | 125cc     | Aprilia    | 16     | 0         | 5     | 0    | 160   | 5è      |
| 2007  | 125cc     | Aprilia    | 17     | 1         | 3     | 0    | 160   | 7è      |
| 2008  | 125cc     | Aprilia    | 17     | 1         | 1     | 1    | 83    | 12è     |
| 2009  | 125cc     | Aprilia    | 16     | 1         | 5     | 0    | 141   | 5è      |
| 2010  | Moto2     | Pons Kalex | 17     | 0         | 1     | 0    | 67    | 17è     |
| 2011  | 125cc     | Aprilia    | 12     | 0         | 2     | 0    | 103   | 9è      |
| 2011  | Moto2     | Moriwaki   | 1      | 0         | 0     | 0    | 0     | -       |
| Total |           |            | 132    | 3         | 18    | 2    | 811   |         |

### Curses per any
Barem de puntuació de 1993 ençà:
| Posició | 1  | 2  | 3  | 4  | 5  | 6  | 7 | 8 | 9 | 10 | 11 | 12 | 13 | 14 | 15 |
| Punts   | 25 | 20 | 16 | 13 | 11 | 10 | 9 | 8 | 7 | 6  | 5  | 4  | 3  | 2  | 1  |

(Ids. Grans Premis | Llegenda) (Curses en negreta indiquen pole; curses en  itàlica indiquen volta ràpida)
| Any  | Categoria | Moto       | 1       | 2       | 3       | 4       | 5      | 6       | 7      | 8       | 9       | 10      | 11      | 12     | 13      | 14      | 15      | 16     | 17      | Posició | Punts |
| ---- | --------- | ---------- | ------- | ------- | ------- | ------- | ------ | ------- | ------ | ------- | ------- | ------- | ------- | ------ | ------- | ------- | ------- | ------ | ------- | ------- | ----- |
| 2007 | 125cc     | Aprilia    | QAT Ret | ESP 5   | TUR Ret | CHN 6   | FRA 1  | ITA 2   | CAT 4  | GBR 4   | DTT 4   | GER Ret | CZE Ret | SM 4   | POR Ret | JPN 8   | AUS 9   | MAL 5  | VAL 3   | 6è      | 170   |
| 2008 | 125cc     | Aprilia    | QAT 1   | ESP Ret | POR 9   | CHN Ret | FRA 20 | ITA 6   | CAT 9  | GBR 4   | DTT Ret | GER Ret | CZE 12  | SM 10  | INP 18  | JPN 9   | AUS Ret | MAL 12 | VAL Ret | 12è     | 83    |
| 2009 | 125cc     | Aprilia    | QAT 12  | JPN 19  | ESP 2   | FRA 3   | ITA 11 | CAT 3   | DTT 1  | GER 2   | GBR Ret | CZE 9   | INP 15  | SM Ret | POR 6   | AUS 10  | MAL 4   | VAL 16 |         | 5è      | 141   |
| 2010 | Moto2     | Pons Kalex | QAT 10  | ESP 6   | FRA 6   | ITA 2   | GBR 15 | DTT 23  | CAT 25 | GER Ret | CZE 14  | INP 6   | SM Ret  | ARA 20 | JPN 17  | MAL Ret | AUS 24  | POR 22 | VAL 8   | 17è     | 67    |
| 2011 | 125cc     | Aprilia    | QAT 3   | ESP Ret | POR 12  | FRA 8   | CAT 8  | GBR Ret | DTT 3  | ITA 7   | GER 6   | CZE 5   | INP 4   | SM 8   |         |         |         |        |         | 9è      | 103   |
| 2011 | Moto2     | Moriwaki   |         |         |         |         |        |         |        |         |         |         |         |        | ARA 27  | JPN NVC | AUS     | MAL    | VAL     | -       | 0     |